# Śródmieście, Gdańsk
Śródmieście [ɕrudˈmjeɕt͡ɕe] (có nghĩa là "trung tâm thành phố") là một quận (dzielnica) của thành phố Gdańsk, Ba Lan. Śródmieście thường được gọi là Thành phố chính, Thành phố cổ hay đơn giản là Gdańsk, vì khu phố này đại diện cho khu vực truyền thống của thành phố.

## Vị trí
Khu phố nằm ở trung tâm phía đông của Gdańsk, trên sông Motława về phía tây và phía đông. Về phía đông bắc của nó, khu phố giáp với khu phố Przeróbka trên Đảo Cảng cạnh sông Martwa Wisła. Về phía nam và phía đông, khu phố được bao bọc bởi Opływ Motławy, qua đó khu phố giáp với các khu phố của Rudniki, Olszynka và Orunia-Św. Wojciech-Lipce. Về phía tây nam của Sródmieście, qua Biskupia Górka, khu phố giáp Chełm, về phía tây với Siedlce. Śródmieście giáp Aniołki và Młyniska về phía bắc.

## Phân khu

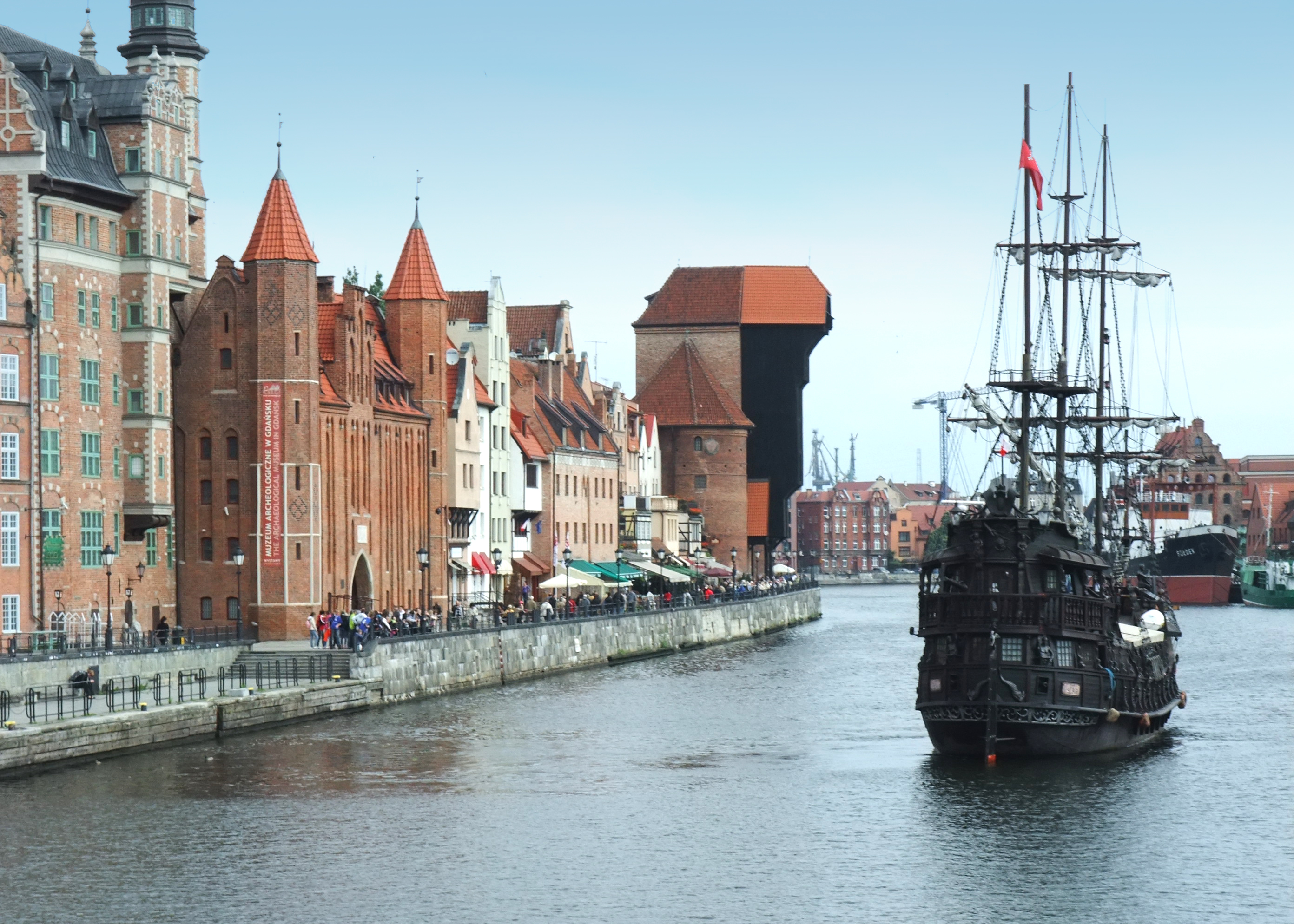
Długie Pobrzeże và sông Motława.

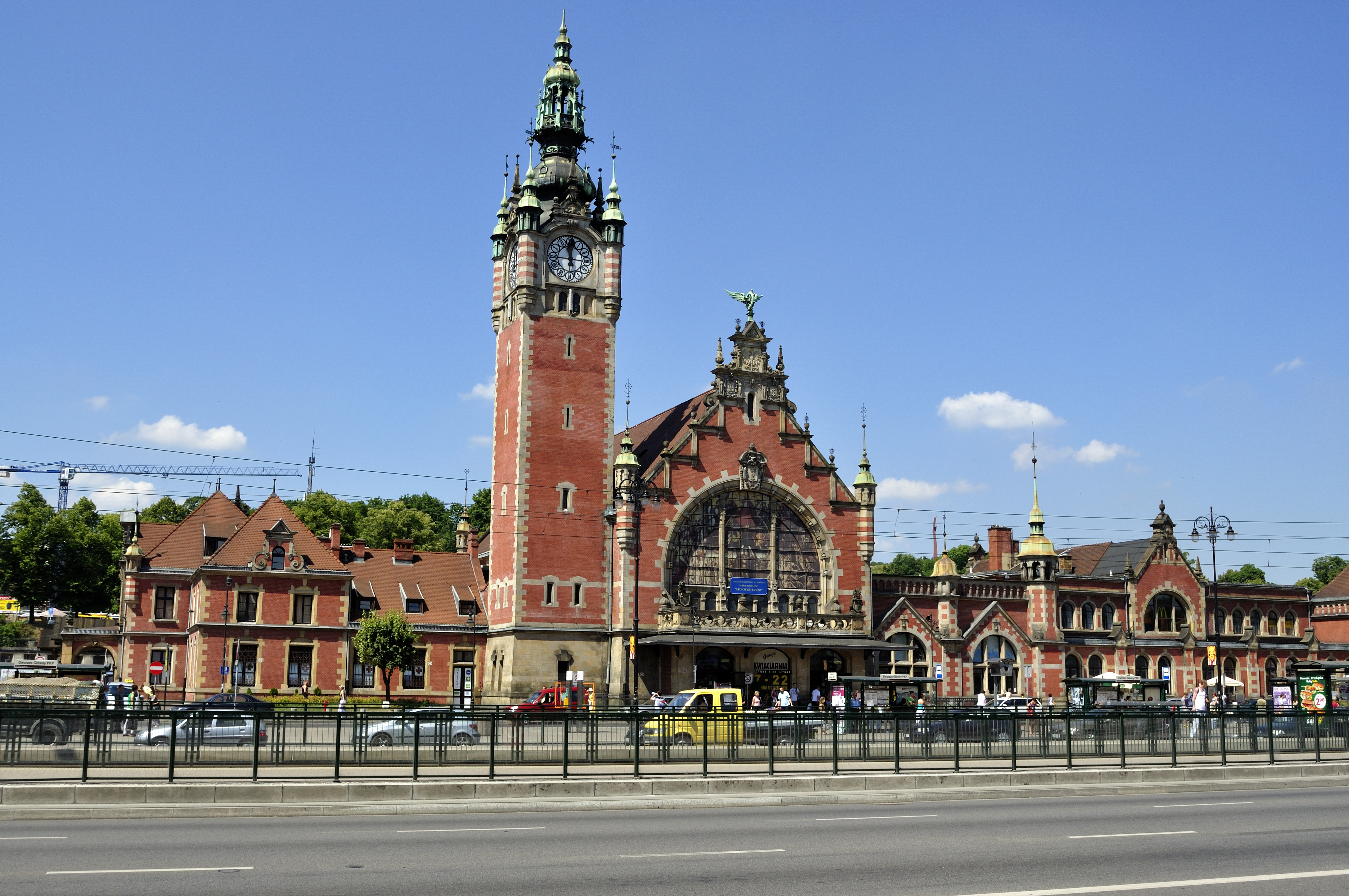
Ga xe lửa Gdańsk Główny.

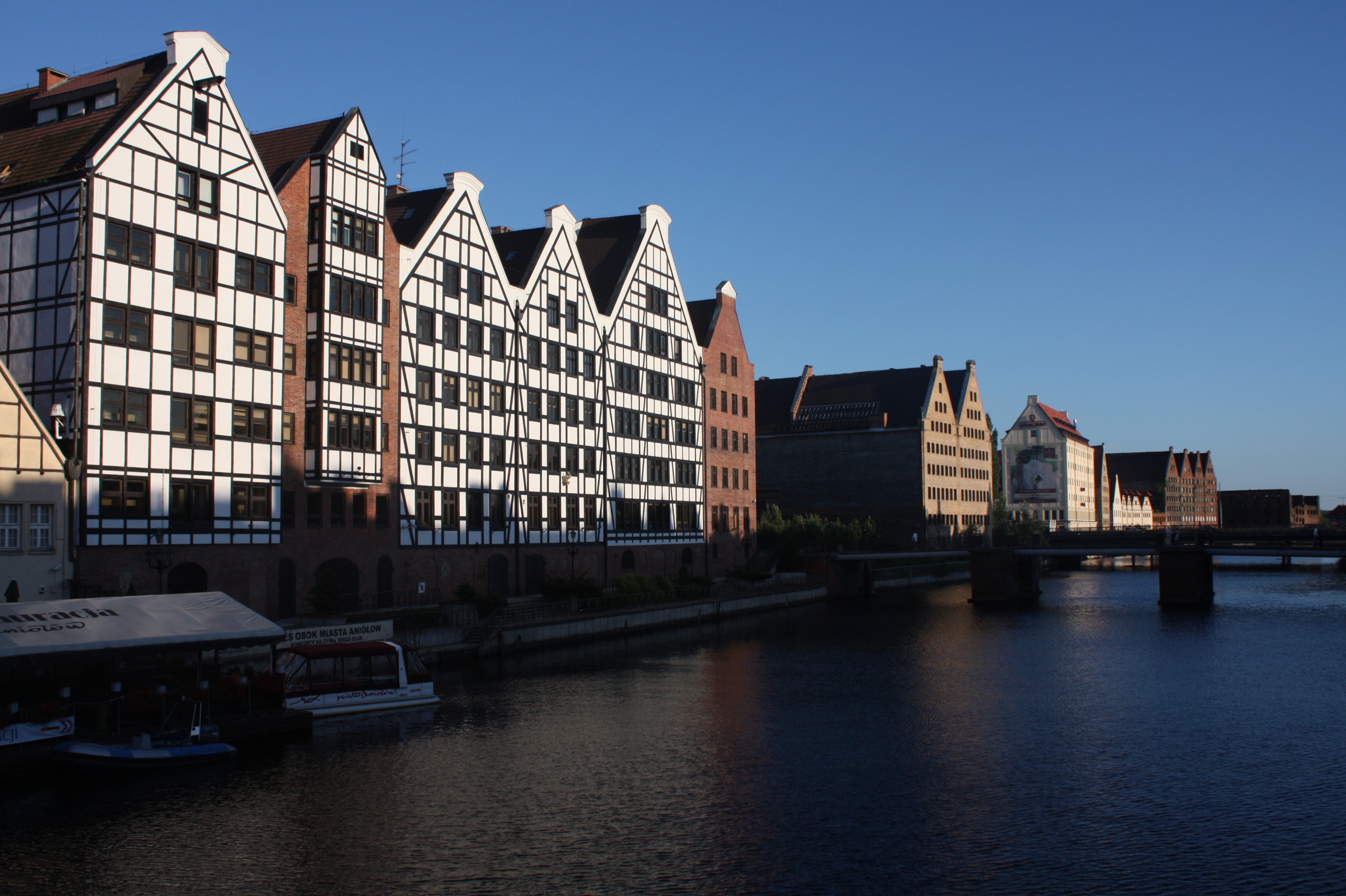
Kho Wyspa Spichrzów

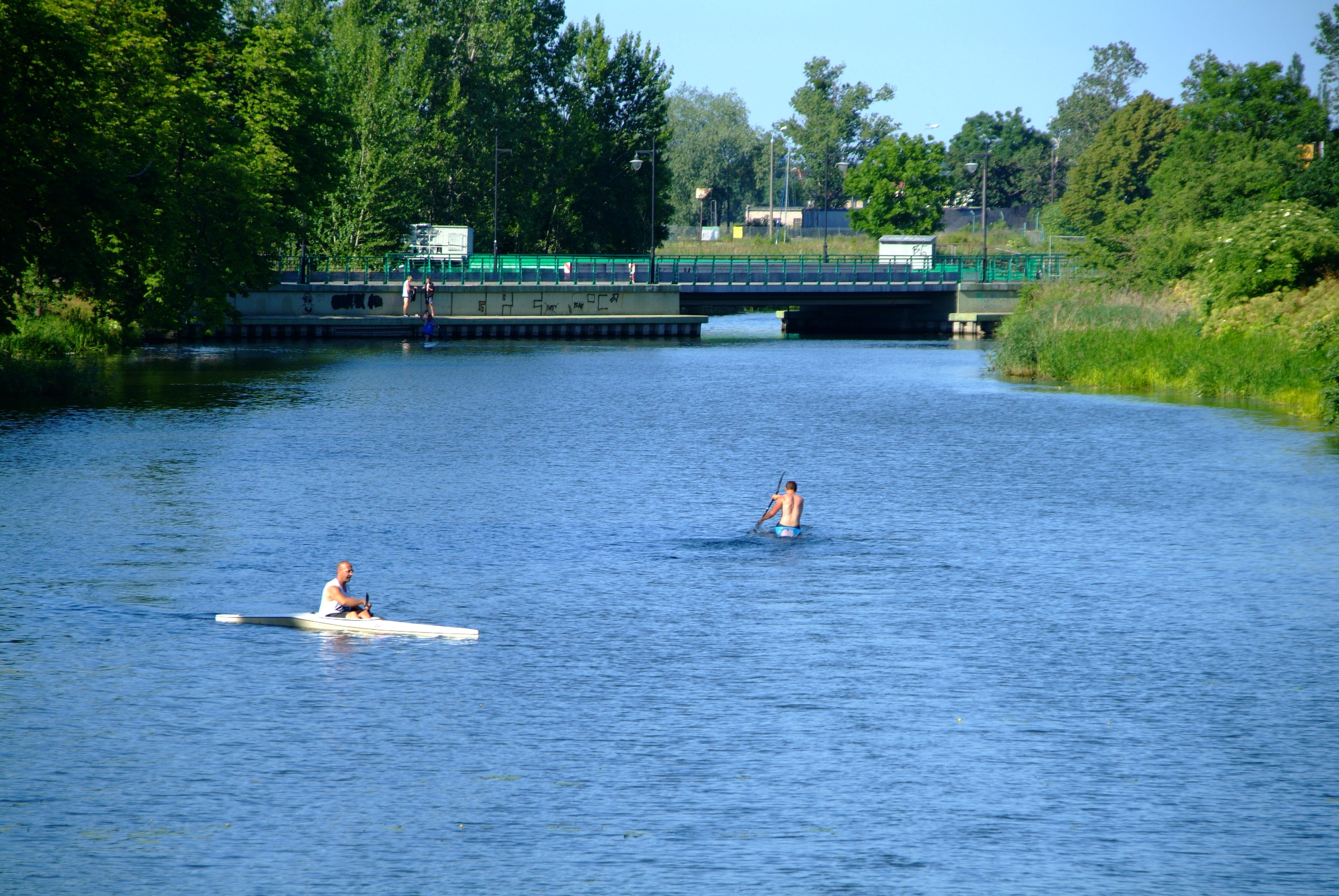
Kênh Na Stepcę.

Các đơn vị hình thái sau được đặt tại Śródmieście: 
| Bộ phận             | Mô tả ngắn | Địa điểm tại Śródmieście |
| ------------------- | --- | ------------------------ |
| Główne Miasto       | Quận lâu đời nhất của Gdańsk từ thế kỷ thứ chín. Một cảng thương mại kiên cố giữa thế kỷ thứ mười và mười ba. Chính quyền thành phố dựa trên luật L Cantereck trong khoảng thời gian từ 1261-1263. |                          |
| Stare Miasto        | Hình thành giữa 970-980, sau 1433 bao quanh bởi hàng phòng thủ bằng gỗ Palisades và motte. |                          |
| Stare Przingmieście | Một phân khu thiếu kiên cố của Główne Miasto., từ năm 1360, là vườn và xưởng. |                          |
| Wyspa Spichrzów     | Khoảng 1330, là kho thóc đầu tiên được xây dựng, cũng như lò mổ, trang trại thành phố, Tòa án Popielny (Dwór Popielny), kho bãi.                                                                   |                          |
| Długie Ogrody       | Năm 1360 - đồng cỏ và vườn cho thuê (chủ nghĩa gia đình). Một quận không được bảo vệ đã được xây dựng vào đầu thế kỷ mười lăm.                                                                     |                          |
| Ołowianka           | Giữa 1343-1454, tài sản của Dòng Teutonic. |                          |
| Dolne Miasto        | Thành phố vườn. |                          |
| Nowe Ogrody         | Bệnh viện và Nhà thờ St. Gertrude được xây dựng vào năm 1342. |                          |
| Grodzisko           | Tuyến phòng thủ được xây dựng vào thế kỷ 19. Các công sự của thành phố được xây dựng vào năm 1656 và 1807.                                                                                         |                          |
| Biskupia Górka      | Tài sản của các Giám mục Wrocław, tòa giám mục. Các công sự của thành phố được xây dựng vào thế kỷ XVII.                                                                                           |                          |
| Zaroślak            | Hiệp sĩ Teutonic định cư từ năm 1365. |                          |
| Sienna Grobla       | Lô cốt trên Arlingtonki Hak từ thế kỷ 18. |                          |
| Rudno               | Một phần của Długie Ogrody từ thế kỷ 15 và 16. |                          |